# امیررضا هدائی
امیررضا هدائی (زاده ۱۳۵۵، گتوند)
نماینده مردم خوزستان در مجلس خبرگان رهبری است.